# Neowelfisme
Het neowelfisme was een katholiek geïnspireerde politieke beweging in het Italië van de 19de eeuw. Het doel van de beweging was om de aanwezigheid van de Katholieke Kerk binnen de Italiaanse politieke sferen te restaureren.
Het was Vincenzo Gioberti die in 1843 in zijn in Brussel geschreven werk Del primato morale e civile degli italiani de theoretische basis van het neowelfisme formuleerde. Het programma van de beweging voorzag in een eenmaking van de bestaande monarchistische eenheidsstaten op basis van een confederale structuur onder de centrale leiding van de paus. Dit ging samen met een streven naar een toenemende liberalisering en democratisering van de Kerk, het opzetten van een federaal systeem en het benadrukken van de autonomie van de eenheidsstaten.
Elementen van het neowelfisme werden ook teruggevonden bij Cesare Balbo, Gino Capponi en Alessandro Manzoni.
De benaming neowelfisme is afkomstig van de Welfen die in de 13de en 14de eeuw als aanhanger van het pauselijke gezag tegenstanders waren van de Ghibellijnen die zelf aanhangers waren van keizerlijke inmenging binnen de steden.